# 王道 (嘉靖進士)
王道（1490年—？年），字弘濟，直隶涿鹿衛軍籍，浙江海寧縣人。明朝政治人物。

## 生平
治《詩經》，正德十四年（1519年）舉己卯科順天府鄉試第四十名，嘉靖二年（1523年）中式癸未科會試第八十七名，第三甲第一百六十名進士。初授行人司行人，六年九月选授试职理刑御史，次年實授御史，十年巡按山西，後出为陕西按察司佥事，嘉靖十二年丁父忧。

## 家族
曾祖王勝，原为浙江海宁人，永乐初调戍直隶涿鹿卫。祖父王瑄。父王庆（1468年-1533年），字秉吉，封文林郎监察御史。母紀氏；继母田氏。具庆下。弟王遷、王遜。